# Indios de Fiyi
Los indios de Fiyi o indios fiyianos (hindi fiyiano: भारतीय फ़ीजी) son ciudadanos de Fiyi que son total o parcialmente de ascendencia india, lo que incluye a los descendientes con herencia de varias regiones del subcontinente indio. Son 313 798 (37.5%) (censo de 2018) de un total de 926 276 personas que viven en Fiyi. En su mayoría descienden de trabajadores contratados, girmitiyas o girmit, de los distritos de Uttar Pradesh central y oriental, así como de Bihar. Fueron traídos a las islas como sirvientes de tribus de casta inferior por los gobernantes coloniales británicos de Fiyi entre 1879 y 1916 para trabajar en las plantaciones de caña de azúcar de Fiyi. Mahendra Chaudhry se convirtió en el primer primer ministro indo-fiyiano de Fiyi el 19 de mayo de 1999.

## Ancestros de los indofiyianos

### Primer indio en Fiyi
Los indios habían estado empleados durante mucho tiempo en los barcos europeos que comerciaban en la India y en las Indias Orientales. Muchos de los primeros viajes al Pacífico comenzaron o terminaron en la India, y muchos de estos barcos naufragaron en aguas inexploradas del Pacífico Sur. La primera presencia registrada de un indio en FiYi fue de Peter Dillon, un comerciante de sándalo en Fiyi, de un lascar (marinero indio) que sobrevivió a un naufragio y vivió entre los nativos de Fiyi en 1813.

### Primer intento de conseguir trabajadores indios
Antes de que Fiyi fuera colonizada por Gran Bretaña, algunos plantadores habían intentado obtener mano de obra india y se habían puesto en contacto con el cónsul británico en Levuka, pero recibieron una respuesta negativa. En 1870 también se rechazó una petición directa de un plantador al gobierno de la India y en 1872, una petición oficial del Gobierno de Cakobau fue informada de que el dominio británico en Fiyi era una condición previa para la emigración india a Fiyi. Los primeros antepasados de los indios de Fiyi procedían de diferentes regiones de la India y de otros países vecinos. Sin embargo, la mayoría provenía de aldeas rurales del norte y el sur de la India.
En enero de 1879, treinta y un indios, que originalmente habían sido trabajadores en régimen de servidumbre en la Reunión, fueron llevados de Nueva Caledonia a Fiyi bajo contrato para trabajar en una plantación en Taveuni. Estos trabajadores demostraron tener conocimiento de los términos del contrato de trabajo y conocían sus derechos y se negaron a hacer el pesado trabajo que se les asignó. Su contrato fue rescindido de mutuo acuerdo entre los trabajadores y sus empleadores. En 1881, treinta y ocho indios más llegaron de Nueva Caledonia y de nuevo la mayoría de ellos se fueron, pero algunos se quedaron con esposas o mujeres de la isla.

### Llegada bajo el sistema de contratación
Las autoridades coloniales promovieron la industria de la caña de azúcar, reconociendo la necesidad de establecer una base económica estable para la colonia, pero no estaban dispuestas a explotar la mano de obra autóctona y amenazar el modo de vida de los fiyianos. El uso de mano de obra importada de las Islas Salomón y lo que ahora es Vanuatu generó protestas en el Reino Unido, y el gobernador Arthur Hamilton-Gordon decidió aplicar el régimen de trabajo en régimen de servidumbre, que había existido en el Imperio Británico desde 1837. Se estableció una oficina de reclutamiento especialmente alrededor de Calcuta y más tarde en el sur, oeste y norte, sobre todo en las zonas rurales de las aldeas de diferentes regiones, tierras y zonas agrícolas.
El Leonidas, un buque de transporte de mano de obra, desembarcó en Levuka desde Calcuta el 14 de mayo de 1879. Los 463 trabajadores en régimen de servidumbre que desembarcaron fueron los primeros de los más de 61.000 que llegaron del sur y el este de Asia en los siguientes 37 años. La mayoría procedía de los distritos de las provincias orientales y meridionales, seguidos de los trabajadores de las regiones septentrionales y occidentales, y más tarde de los países del sudeste, que procedían de diferentes regiones, aldeas, orígenes y castas que más tarde se mezclaron o se casaron entre sí, lo que dio lugar a la creación de la identidad de los «indios fiyianos». Los trabajadores en régimen de servidumbre procedían en su mayoría de aldeas rurales.

## La vida durante el período de contrato
Los contratos de los trabajadores en régimen de servidumbre, a los que llamaban girmit (acuerdos), les obligaban a trabajar en Fiyi durante un período de cinco años. Las condiciones de vida en las plantaciones de caña de azúcar, —en las que trabajaban la mayoría de los trabajadores en régimen de servidumbre—, eran deficientes y se asemejaban a las de la esclavitud. Las casillas conocidas como «líneas frías» salpicaban el paisaje. La indignación pública en el Reino Unido por tales abusos fue un factor en la decisión de poner fin al plan en 1916. Todos os contratos existentes se cancelaron el 1 de enero de 1920.

## Aparición de la identidad Indios de Fiyi
Después de otros cinco años de trabajo como trabajadores en régimen de servidumbre o como trabajador libre, se les dio la opción de regresar a la India a sus expensas, o permanecer en Fiyi. La gran mayoría optó por quedarse porque no podían permitirse regresar con la baja remuneración —incluso en muchos casos se les negó el pago de salarios— del gobierno británico o se les negó el envío. Después de la expiración de sus contratos, muchos arrendaron pequeñas parcelas de tierra a los fiyianos y desarrollaron sus propios campos de caña de azúcar o granjas de ganado. Otros empezaron a hacer negocios en las ciudades que empezaban a surgir.
El sistema de contratos tuvo dos efectos positivos en las generaciones posteriores. En primer lugar, la necesidad de que la gente de diferentes castas viviera trabajando y comiendo juntos condujo al fin del sistema de castas. Además, la escasez de mujeres hizo que muchas de ellas se casaran fuera de su casta. Otro aspecto positivo fue el desarrollo de una nueva lengua koiné, conocida como hindi fiyiano, que se formó a partir de diferentes idiomas y dialectos de la India. Los hablantes de estas lenguas procedían de diferentes regiones de la India que abastecían a muchos trabajadores. La música también era importante, con una cultura hindi de Fiyi distinta, que algunos comentaristas han descrito como precursora tanto del bangla como del jazz. En su mayor parte, estas personas procedían de ciertas zonas rurales o aldeanas. El idioma se enriqueció aún más con la inclusión de muchas palabras en hindi fiyiano e inglés. El idioma es ahora la lengua materna de la mayoría de los indios de Fiyi y es la lengua franca no únicamente de todos los indios de Fiyi, sino también de todas las comunidades de Fiyi en las que los indios étnicos son mayoría.
Los informes del censo de 1956 y 1966 muestran hasta qué punto se hablaba el hindi fiyiano (denominado 'Hindustani' en el censo) en los hogares indios de Fiyi.
| Idioma            | Número de hogares en 1956 | Número de hogares en 1966 |
| ----------------- | ------------------------- | ------------------------- |
| Fiyi 'Hindustani' | 17 164                    | 30 726                    |
| Hindi             | 3644                      | 783                       |
| Tamil             | 1498                      | 999                       |
| Urdu              | 1233                      | 534                       |
| Gujarati          | 830                       | 930                       |
| Telugu            | 797                       | 301                       |
| Punjabi           | 468                       | 175                       |
| Malayalam         | 134                       | 47                        |
| Otros             | 90                        | 359                       |

## Inmigrantes libres
Desde principios de 1900, los indios comenzaron a llegar a Fiyi como personas libres. Muchos de ellos pagaron a su manera y anteriormente habían servido en Fiyi u otras colonias británicas o habían nacido en Fiyi. Entre los primeros migrantes libres, había maestros religiosos, misioneros y al menos un abogado. El gobierno y otros empleadores trajeron empleados, policías, artesanos, jardineros, trabajadores agrícolas experimentados, un médico y un maestro de escuela. Los agricultores de Punjabi y los artesanos de Gujarati también pagaron su propio viaje a Fiyi y en años posteriores formaron una minoría influyente entre los indios de Fiyi.

## Durante la Segunda Guerra Mundial
En 1916, Manilal Doctor, el líder de facto de los indios de Fiyi, persuadió al gobierno colonial de Fiyi en formar un pelotón indio para refuerzo bélico durante la Primera Guerra Mundial. Envió los nombres de 32 voluntarios al gobierno, pero sus peticiones fueron ignoradas. Como resultado, varios indios de Fiyi se ofrecieron como voluntarios para el ejército de Nueva Zelanda, mientras que uno de ellos sirvió en Europa durante la Primera Guerra Mundial.
En 1934, el gobernador Fletcher promulgó una política que justificaba la creación de un pelotón indio dentro de las Fuerzas de Defensa de Fiyi, integrado en su totalidad por indios alistados. El gobernador alentó a los indios a considerar a Fiyi como su hogar permanente. Se podría decir que esta fue la póliza de seguro del gobernador Fletcher contra una anticipada revuelta antieuropea en manos de la población nativa, que posteriormente tuvo lugar en 1959.
Mientras que las tropas indias de Fiyi tenían a los europeos como comandantes y suboficiales, los nativos de Fiyi tenían a Ratu Edward Cakobau, un nativo de Fijyi, como comandante. Antes de la Segunda Guerra Mundial, los soldados servían voluntariamente y se les pagaban «subvenciones de capitación» de acuerdo con los índices de eficiencia sin tener en cuenta la raza. En 1939, durante la movilización de las Fuerzas de Defensa de Fiyi, el Real Ejército británico cambió su sistema de pago a cuatro chelines diarios para los hombres alistados de ascendencia europea, mientras que a los hombres alistados de ascendencia no europea únicamente se les pagaban dos chelines diarios. El pelotón indio disputó fácilmente esta disparidad salarial. Los británicos, temiendo que esta disidencia fuera compartida por los nativos fiyianos, decidieron disolver el pelotón indio en 1940 aduciendo como razón la falta de equipo militar disponible.

## Debate sobre el nombre
La constitución de Fiyi define a los indios como cualquiera que pueda demostrar, a través de la línea masculina o femenina, su ascendencia hasta cualquier lugar del subcontinente indio, y todos los documentos gubernamentales utilizan este nombre. Sin embargo, se han propuesto varios nombres para distinguir a los ciudadanos de origen indio nacidos en Fiyi de los habitantes indígenas de Fiyi y de los inmigrantes nacidos en la India. Entre las propuestas más populares se encuentran las de los indios de Fiyi e indofiyianos. Estas etiquetas han resultado ser cultural y políticamente controvertidas, y encontrar una etiqueta de identificación para la comunidad india en Fiyi ha alimentado un debate que ha continuado durante muchas décadas. Otros nombres propuestos han sido Fiyi indio y Fiyi nacido indio.

### Indios de Fiyi versus indígenas de Fiyi
A fines de la década de 1960, el líder del Partido de la Federación Nacional, AD Patel, quien usó el eslogan «Un país, un pueblo, un destino», sugirió que todos los ciudadanos de Fiyi deberían llamarse fiyianos y distinguir a los habitantes originales del resto, el de «fijianos» deben ser usados para los nativos. Hubo una amplia oposición por parte de los habitantes de Fiyi que temían que tal movimiento los privaría de los privilegios especiales que habían disfrutado desde la cesión en 1874. The Fiji Times comenzó a usar a los isleños de Fiyi para describir a todos los ciudadanos de Fiyi, pero este nombre no se impuso. Sin embargo, la constitución actual se refiere a todos los ciudadanos de Fiyi como «fijianos». En agosto de 2008, poco antes de la propuesta de la Carta Popular para el Cambio, la Paz y el Progreso, estaba previsto que se diera a conocer al público y se anunció que recomendaba un cambio en el nombre de los ciudadanos de Fiyi. Si la propuesta fuera aceptada, todos los ciudadanos de Fiyi, independientemente de su origen étnico, serían llamados «fijianos». La propuesta cambiaría el nombre en inglés de los fiyianos indígenas a itaukei , el endónimo del idioma fiyiano para los fiyianos indígenas.
El Departamento de Estado de los Estados Unidos otorga la nacionalidad a los ciudadanos de Fiyi como «isleños de Fiyi» y afirma que el término «fijiano» "tiene connotaciones exclusivamente étnicas y no debe utilizarse para describir cualquier cosa o persona que no sea de ascendencia indígena de Fiyi".

### Fiyi de India
Durante mucho tiempo se usó a «Fiyi de India» para distinguir entre los ciudadanos de Fiyi de origen indio y los indios de India. El término fue utilizado por escritores como KL Gillion y por el académico y político Ahmed Ali. El fallecido presidente de Fiyi, Kamisese Mara, también utilizó este término en sus discursos y escritos. También fue utilizado por la Iglesia Metodista de Fiyi y Rotuma]], la denominación cristiana más grande de Fiyi, que tenía una división de Fiyi de India.

### Indios de Fiyi
Este término ha sido utilizado por escritores como Adrian Mayer y Brij Lal. Ratu Joni Madraiwiwi, vicepresidente de Fiyi del 2004 al 2006, también lo utilizó en sus discursos.
En el 2006, Jone Navakamocea, Ministro de Estado de Planificación Nacional del gobierno de Laisenia Qarase, pidió que se prohibiera oficialmente el uso del término «indios de Fiyi». Declaró que el término era «inaceptable», y que los indofiyianos deberían ser referidos únicamente como «indios». El periódico Hindustan Times informó que Navakamocea había «alegado que el término «indios de Fiyi» fue acuñado por académicos indios en Fiyi para `fiyianizar' su etnia india», lo que, en opinión de Navakamocea, socavó la supremacía de los derechos indígenas. Navakamocea perdió el poder en el golpe militar de 2006 cuando el ejército  encabezado por el comandante Frank Bainimarama acusó al gobierno de Qarase de racismo contra los indios antifiyianos y lo derrocó.

## Participación política, principio delsigloXX
Los gobernantes coloniales intentaron mitigar el descontento de los indios al permitir que uno de sus miembros fuera nominado para el Consejo Legislativo a partir de 1916. Badri Maharaj, un fuerte partidario del Imperio Británico pero con poco apoyo entre su propia gente, fue nombrado por el gobernador en 1916. Su nombramiento hizo poco para reparar los agravios de la comunidad india. Reforzados por la Asociación Imperial India fundada por Manilal Maganlal, un abogado que llegó a Fiyi en 1912, los indios continuaron haciendo campaña a favor de mejores condiciones de vida y de trabajo, y por una extensión de la ley municipal; las pruebas de alfabetización descalificaron a la mayoría de los indios para participar. Una huelga de trabajadores municipales indios y empleados del Departamento de Obras Públicas, que comenzó el 15 de enero de 1920, terminó en un motín que fue sofocado por la fuerza el 12 de febrero; Manilal, a quien se culpó por los disturbios, fue deportado. Otra huelga, de enero a julio de 1921, dirigida por el Sadhu Vashist Muni, exigió mayores salarios para los trabajadores de la Compañía Colonial de Refinación de Azúcar (CSR), el retorno incondicional de Manilal y la liberación de los huelguistas encarcelados de 1920. Las autoridades respondieron deportando a Muni de Fiyi.
Aumentaron las demandas de representación directa en la legislatura. En 1929, los inmigrantes indios y sus descendientes fueron autorizados a elegir a tres miembros del Consejo Legislativo en una lista comunal. Vishnu Deo, James Ramchandar y Parmanand Singh fueron debidamente elegidos. Continuó la agitación por un registro común, que fue rechazado por los administradores coloniales, citando los temores de los colonos europeos y de los jefes de Fiyi de que un registro electoral común llevara a la dominación política por parte de los indios, cuyo número estaba aumentando rápidamente.

## Divisiones religiosas y sociales: 1920–1945

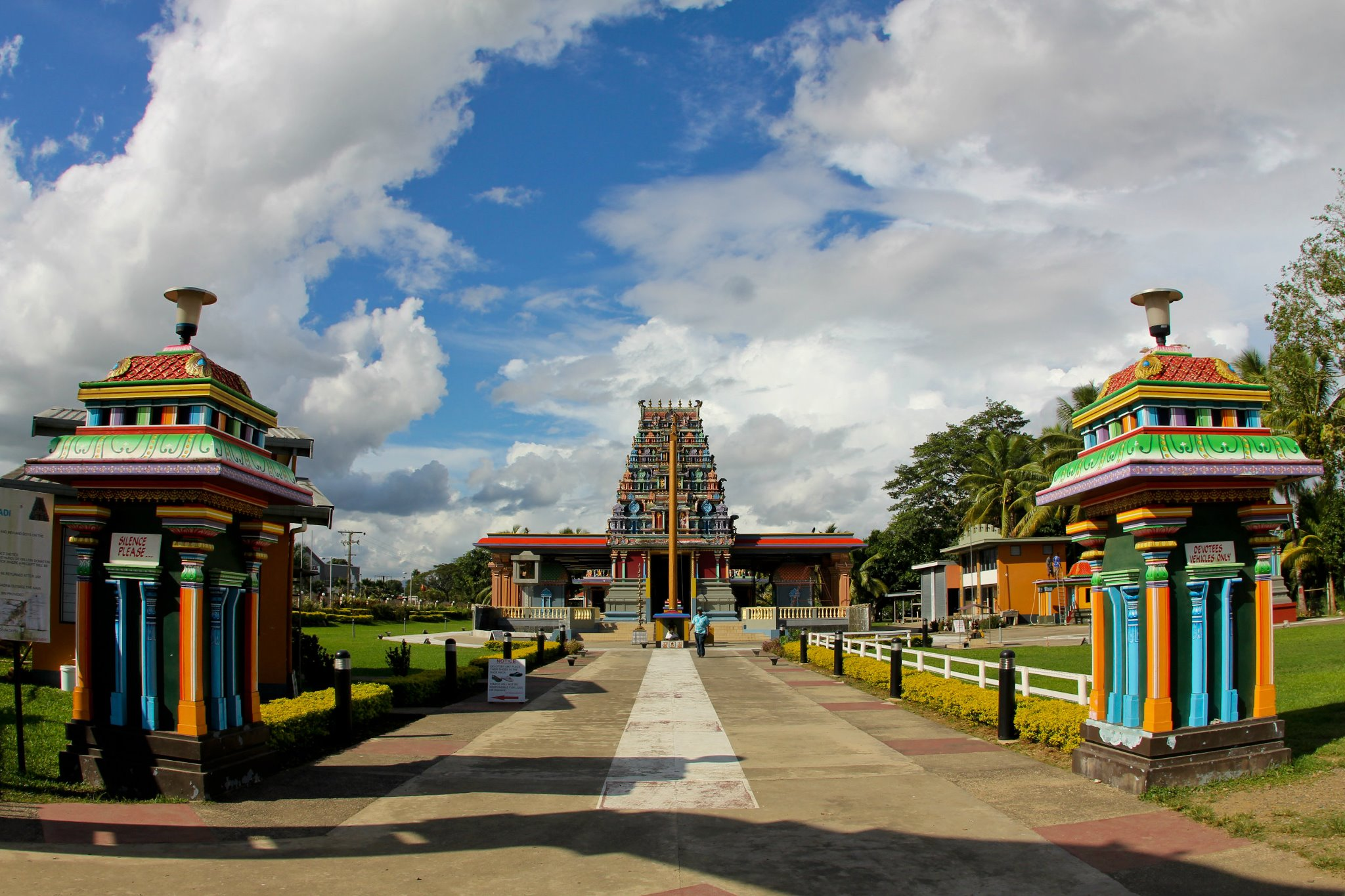
El templo de Sri Siva Subramaniya, en la ciudad indo-fiyiana de Nadi (Fiyi).

Dos importantes movimientos hindúes atrajeron un amplio apoyo en la década de 1920, y las relaciones entre hindúes y musulmanes también se volvieron cada vez más tensas.
El Arya Samaj en Fiji abogó por purgar al hinduismo de lo que consideraba sus elementos supersticiosos y sus costosos rituales, se opuso al matrimonio infantil y abogó por el nuevo matrimonio de las viudas y la educación de las niñas, lo que no era la norma en ese momento. Arya Samaj comenzó estableciendo escuelas y utilizando un periódico de uno de sus partidarios, el Fiyi Samachar fundado en 1923, para exponer sus puntos de vista.
El tradicional Sanatan Dharma era más ortodoxo que el reformista hindú Arya Samaj. Afirmó los rituales y oraciones hindúes tradicionales. Sin embargo, los indios de Fiyi que practican Sanatana Dharma tampoco tenían matrimonios infantiles, ya que no se reconoce hasta que los jóvenes alcanzan la edad o el nivel de madurez.

## Evolución desde 1945

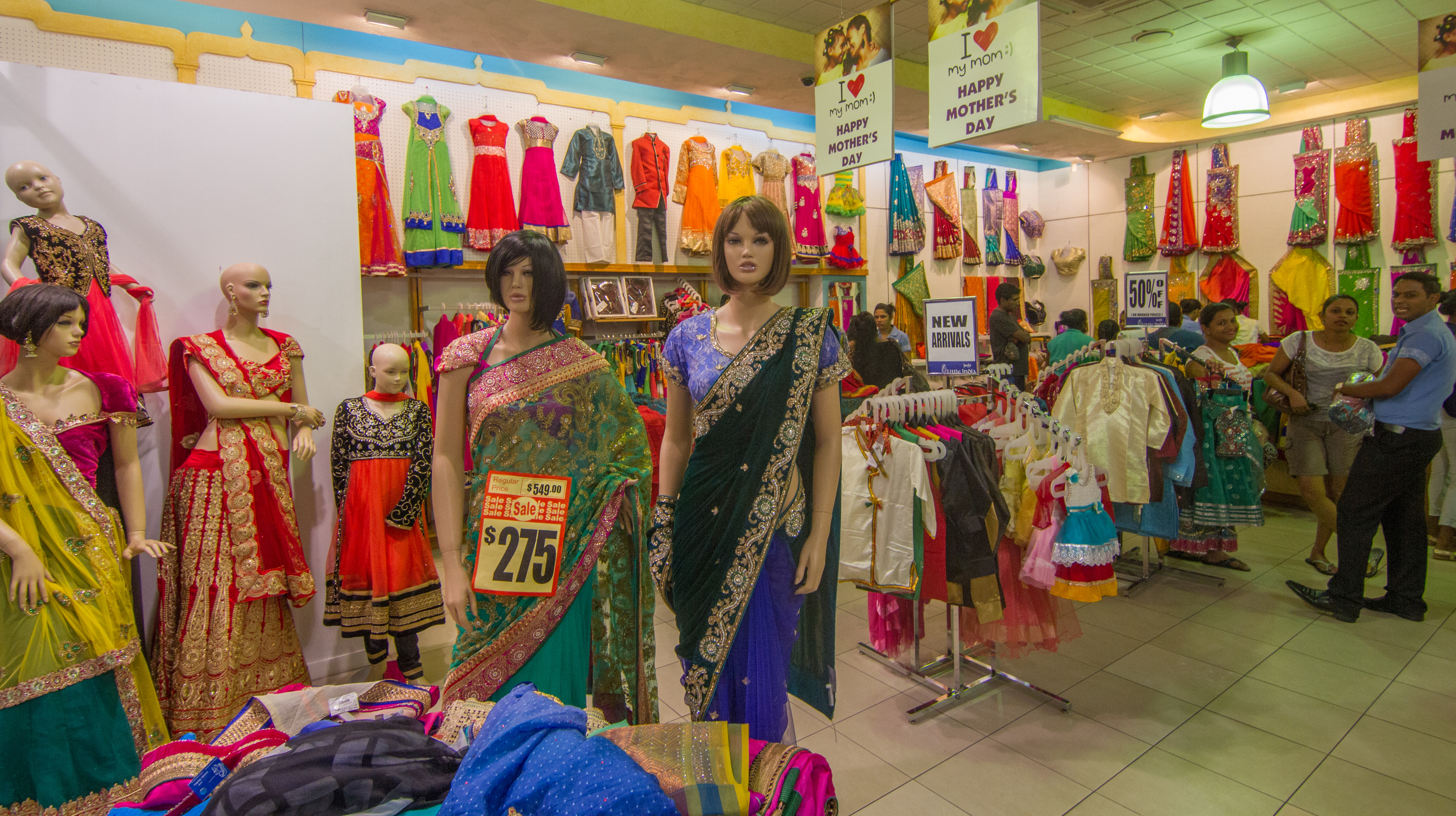
Saris a la venta en Lautoka, Viti Levu.

Un esfuerzo de posguerra realizado por miembros europeos del Consejo Legislativo para repatriar a los indios étnicos a la India, comenzando con hombres de dieciséis años y mujeres de catorce años, no tuvo éxito, pero reflejó las tensiones entre las comunidades étnicas de Fiyi.
Las diferencias entre los fiyianos y los indios complicaron los preparativos para la independencia de Fijyi, que el Reino Unido concedió en 1970, y desde entonces han seguido definiendo la política de Fiyi. Antes de la independencia, los indios buscaban un censo electoral común, basado en el principio de «un hombre, un voto». Los líderes de las etnias fiyianas se opusieron, creyendo que favorecería a los votantes urbanos, que en su mayoría eran indios; en cambio, buscaron una franquicia comunal, con diferentes grupos étnicos votando en padrones electorales separados. En una conferencia especialmente convocada en Londres en abril de 1970, se llegó a un compromiso en virtud del cual los escaños parlamentarios se asignarían según el origen étnico, y los fiyianos y los indios estarían representados por igual. En la Cámara de Representantes, a cada grupo étnico se le asignaron 22 escaños, de los cuales 12 representaban a circunscripciones comunales —elegidos por los votantes inscritos como miembros de su grupo étnico particular— y otros 10 representaban a circunscripciones nacionales —distribuidas por etnia pero elegidas por sufragio universal—. Se reservaron otros 8 escaños para las minorías étnicas, 3 de las circunscripciones «comunales» y 5 de las circunscripciones «nacionales». En 1987, poco después de la formación de un gobierno de coalición que representaba a ambas comunidades, se produjeron dos golpes militares por parte de oficiales de bajo rango de Fiyi con el objetivo de marginar a la comunidad india en la política.
Los indios étnicos superaron en número a los fiyianos indígenas desde 1956 hasta finales de la década de 1980. Esto se debió a la muerte de 1/3 de la población indígena, principalmente hombres y niños, que murieron a causa de la viruela contraída cuando el Seru Epenisa Cakobau y otros líderes principales regresaron de un viaje desde Australia durante el cual contrajeron la viruela. El porcentaje de población femenina indígena aumentó como resultado de ello, y la población masculina nativa fue escasa en un momento dado. Pero en el año 2000 su proporción de la población había disminuido al 43,7%, debido a una mayor tasa de natalidad de origen étnico fiyiano y, en particular, a la mayor tendencia de los indios fiyianos a emigrar. La emigración se aceleró tras los golpes de Estado de 1987 —que sacaron del poder a un gobierno apoyado por los indios y, durante un tiempo, dieron paso a una constitución que los discriminaba de numerosas maneras— y el de 2000 que destituyó a un Primer Ministro indio.
Las diferencias políticas entre las dos comunidades, más que las diferencias ideológicas, han caracterizado la política de Fiyi desde la independencia, ya que ambas comunidades generalmente votan a favor de partidos políticos diferentes. El Partido de la Federación Nacional fundado por A.D. Patel, fue el partido favorecido abrumadoramente por la comunidad india a lo largo de la mayor parte de la historia de la nación, pero su apoyo colapsó en las elecciones parlamentarias de 1999, cuando perdió todos sus escaños en la Cámara de Representantes; su apoyo cayó aún más en las elecciones de 2001, cuando recibió únicamente el 22% del voto de los indios, y en las elecciones de 2006, cuando cayó a su nivel más bajo de todos los tiempos, el 14%. El partido anteriormente favorecido por los indios era el Partido Laborista de Fiyi, dirigido por Mahendra Chaudhry, que recibió alrededor del 75% de los votos indios en 2001, y ganó los 19 escaños reservados para los indios. Fundado como un partido multirracial en la década de 1980, fue apoyado en su mayoría por los indios, pero no ha tenido representación en el parlamento desde el golpe de Estado de 2006.

## Impacto de la Iglesia y la política religiosa / étnica
La Iglesia desempeña un papel importante en la política de Fiyi. A menudo, algunos líderes recurren a los fiyianos que se refieren a ellos como «cristianos», aunque los hindúes son el 33% de la población en Fiyi, en comparación con el 52% de los cristianos. El golpe de Estado de Fiji del 2000 que eliminó al primer ministro electo Mahendra Chaudhry, fue apoyado por la iglesia metodista.
Algunas autoridades de la Iglesia Metodista han continuado abogando por el establecimiento de un estado cristiano. En una carta de apoyo del entonces jefe de la Iglesia Metodista, el Reverendo Tomasi Kanilagi, a George Speight, el líder del 19 de mayo de 2000, que tomó el poder del Parlamento, el reverendo Kanilagi expresó públicamente su intención de utilizar la Iglesia Metodista como foro para unir a todos los partidos políticos de etnia fiyiana, y también apoyó el perdón a quienes conspiraron para dar el golpe en la forma de lo que se ha dado en llamar «Proyecto de Ley de Reconciliación, Tolerancia y Unidad».
En 2005, el secretario general de la iglesia metodista, reverendo Ame Tugaue, argumentó que la práctica del hinduismo y de otras religiones no debería estar garantizada por ley:

Sodoma y Gomorra fueron destruidas únicamente después de que el Señor sacó a los fieles de allí y no por causa de unos pocos permitiríamos que la ira de Dios cayera sobre todo Fiyi. En los 10 Mandamientos que Dios le dio a Moisés se establecía claramente que a los cristianos no se les permitía adorar a ningún otro dios y no adorar ídolos. Una cosa por la que otras religiones deberían estar agradecidas es que son toleradas en Fiyi, ya que es naturalmente un lugar pacífico, pero su derecho de culto nunca debería convertirse en ley.

Tras el golpe militar en Fiyi, que depuso al gobierno de Laisenia Qarase —que los indios decían que no simpatizaba con los intereses indios—, el reverendo Tuikilakila Waqairatu, del Consejo de Iglesias y la Asamblea de Iglesias Cristianas de Fiyi, declaró que el golpe es «anticristiano» y es «una manifestación de oscuridad y maldad». Afirmó que «el 52% de los fiyianos son cristianos y los valores cristianos del país están siendo socavados».

## Factores demográficos
Los indios de Fiyi se concentran en el llamado Cinturón de Azúcar y en las ciudades y pueblos de las costas septentrional y occidental de Viti Levu y Vanua Levu; su número es mucho más escaso en las zonas meridional e interior. La mayoría de los indios de Fiyi procedían del norte y del sureste de la India y conversan en lo que se conoce como la lengua hindi fiyiano, que ha sido acuñada a partir de los dialectos hindi del este, mezclados con algunos nativos de Fiyi y con un pequeño número de palabras en inglés, con algunas minorías que hablan gujarati y punjabi, y muchos de los cuales hablan tamil como su lengua materna con menos fluidez. Casi todos los indios hablan inglés con fluidez.
Según el censo de 1996 —el último disponible—, el 76,7% de los indios son hindúes y otro 15,9% son musulmanes. Los cristianos representan el 6,1% de la población india, mientras que alrededor del 0,9% son miembros de la fe sij. El 0,4% restante son en su mayoría no religiosos.
Los hindúes en Fiyi pertenecen en su mayoría a la secta Dharma (74,3% de todos los hindúes); una minoría (3,7%) sigue a Arya Samaj. Los grupos más pequeños, incluyendo la Asociación Internacional para la Conciencia de Krishna, y numerosas sectas hindúes no especificadas, comprenden el 22% de la población hindú. Los musulmanes son en su mayoría sunitas (59,7%) o no especificados (36,7%); hay una minoría  ahmadiya (3,6%). Los cristianos indios son un cuerpo diverso, con los metodistas formando el grupo más grande (26.2%), seguidos por las Asambleas de Dios (22,3%), los católicos (17%), y los anglicanos (5,8%). El 28,7% restante pertenece a una mezcla de denominaciones. Hay una división india de la Iglesia Metodista en Fiyi. Alrededor de 5.000 indios son metodistas, forman parte de la Iglesia Metodista de Fiyi y apoyan la posición de su Iglesia.

## Emigración
El ex primer ministro Chaudhry ha expresado alarma ante la alta tasa de emigración de indios de Fiyi educados. «Si la tendencia continúa, Fiyi se quedará con una gran cantidad de mano de obra mal educada y no calificada, con consecuencias desastrosas para nuestra infraestructura social y económica y niveles de inversión», dijo el 19 de junio de 2005.  Culpó los golpes de estado de 1987 por la «fuga de cerebros» que, según él, ha afectado negativamente a la industria azucarera, el nivel de los servicios de educación y salud y la eficiencia de la administración pública.